# Trochocyathus vasiformis
Trochocyathus vasiformis är en korallart som beskrevs av Bourne 1903. Trochocyathus vasiformis ingår i släktet Trochocyathus och familjen Caryophylliidae. Inga underarter finns listade i Catalogue of Life.